# Brända tomten
För andra betydelser, se Brända tomten (olika betydelser).

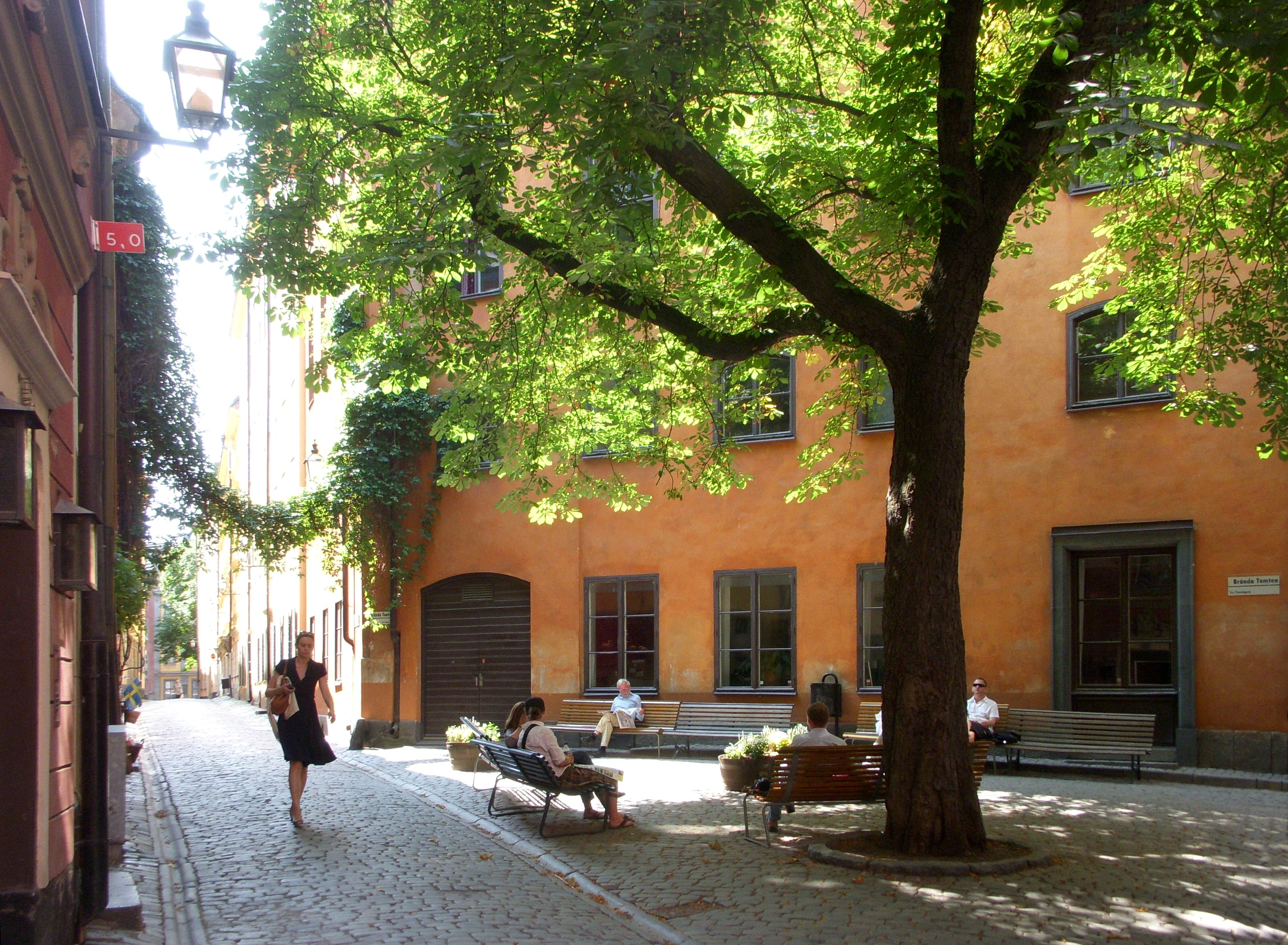
Brända tomten i juli 2010. Gatan rakt fram är Själagårdsgatan.

Brända tomten i Gamla stan, Stockholm, är en öppen plats som ligger i hörnet av Kindstugatan och Själagårdsgatan. 

## Historia

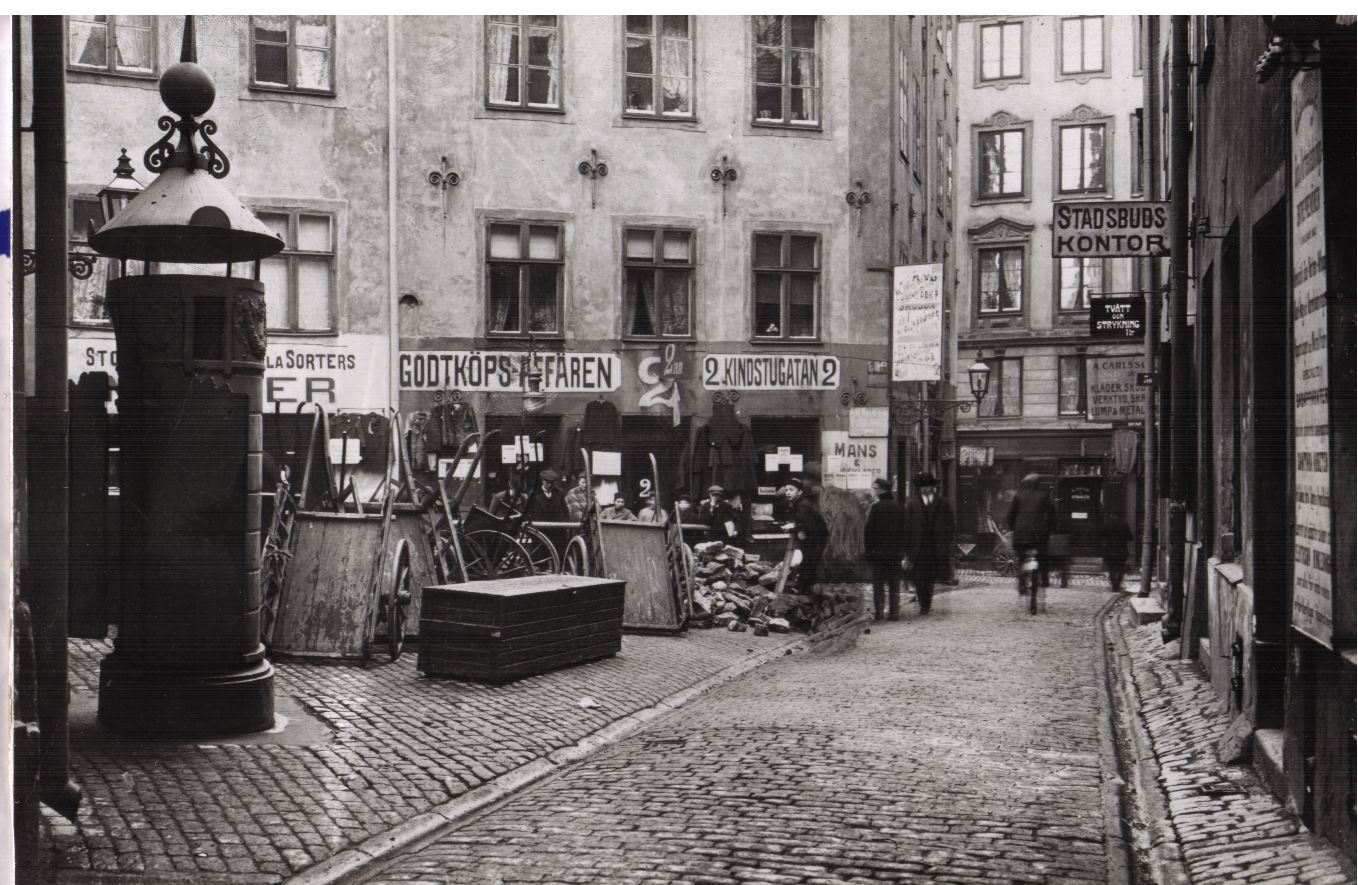
Brända tomten kring 1900.

Huset som låg här förstördes av en brand 1728 och dåvarande ägare uppförde inte någon ny byggnad på tomten. Stadsarkitekten Johan Eberhard Carlberg skrev 1734 att han två år tidigare föreslagit att man skulle skapa en vändplan för brandförsvarets häst och vagn på platsen. På en tillhörande ritning markeras Ekmans afbrände tomt. I mantalsskrivningen för 1760 omnämns den som Brända tomten och i Jonas Brolins karta från 1771 är den inritad. 
Idag växer en ståtlig hästkastanj mitt på platsen. Den inspirerade till namngivningen av restaurangen Under Kastanjen som ligger mot västra sidan. 
Sedan 2003 arrangeras varje sommar muntliga berättarföreställningar, Berättarnas torg, på Brända tomten.

## Kvarter och byggnader
Kvarteret Cepheus, kvarteret Cassiopea och kvarteret Andromeda gränsar till Brända tomten. Här återfinns även de byggnadsminnesmärkta Bartelska och Törneska husen samt fastigheten Andromeda 7.

## Bilder

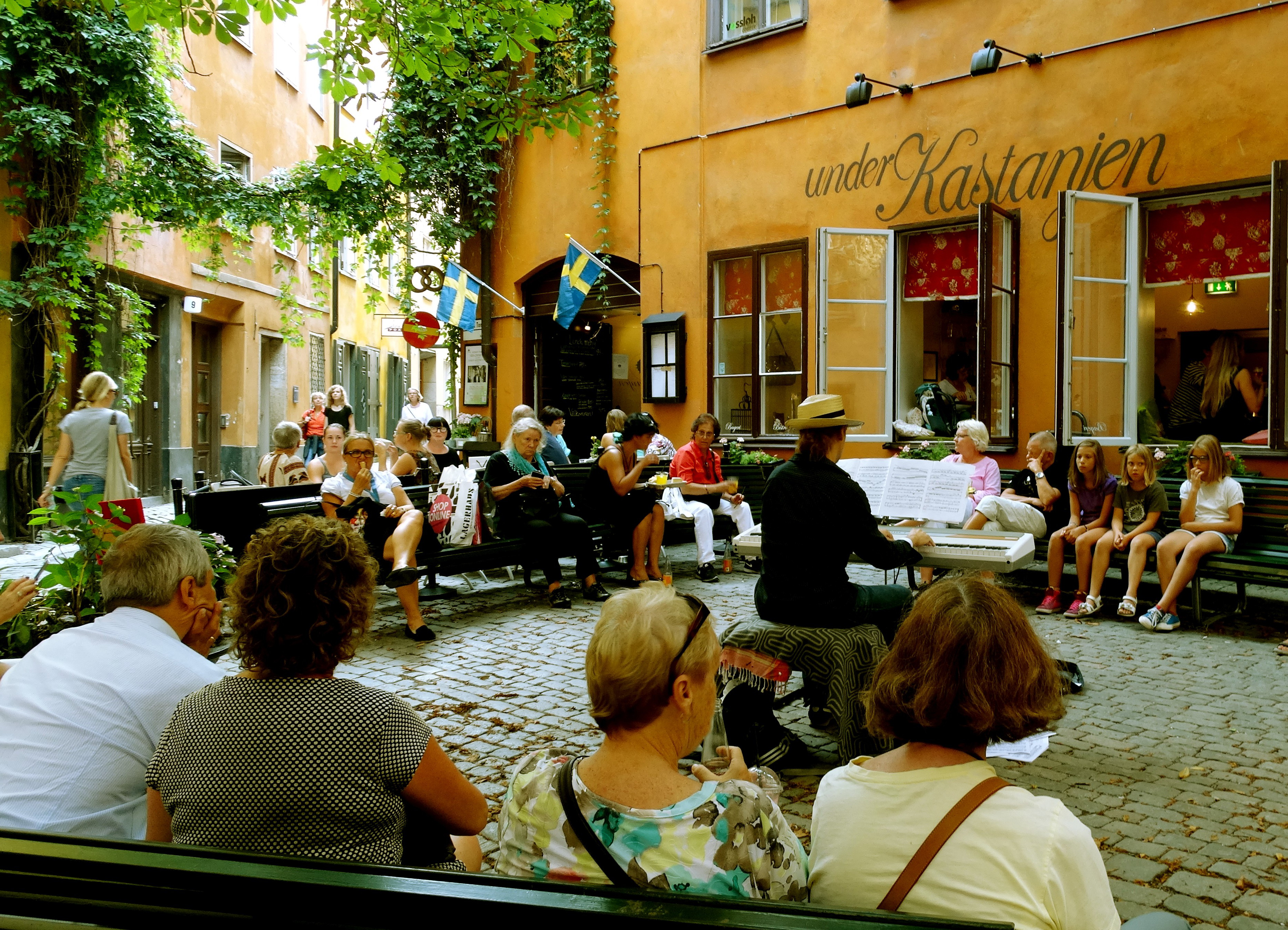
Pianospel "Under Kastanjen" i augusti 2014.
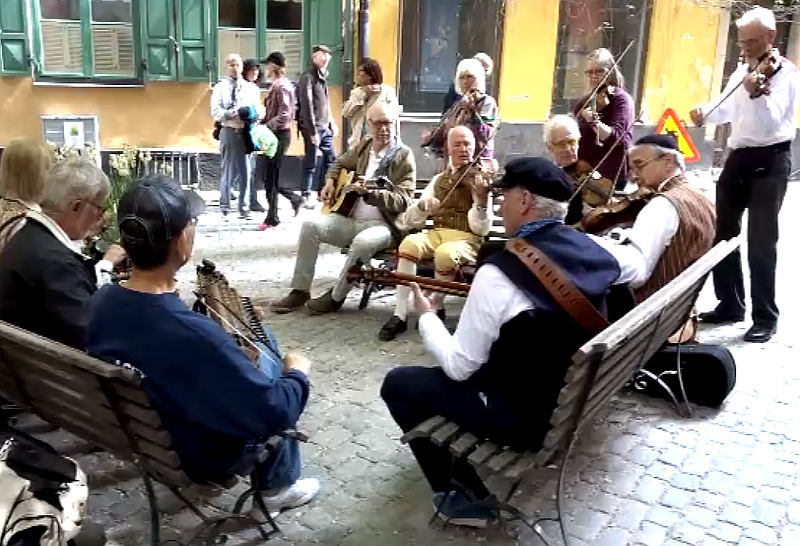
Ett spelmanslag på Brända tomten i maj 2016.
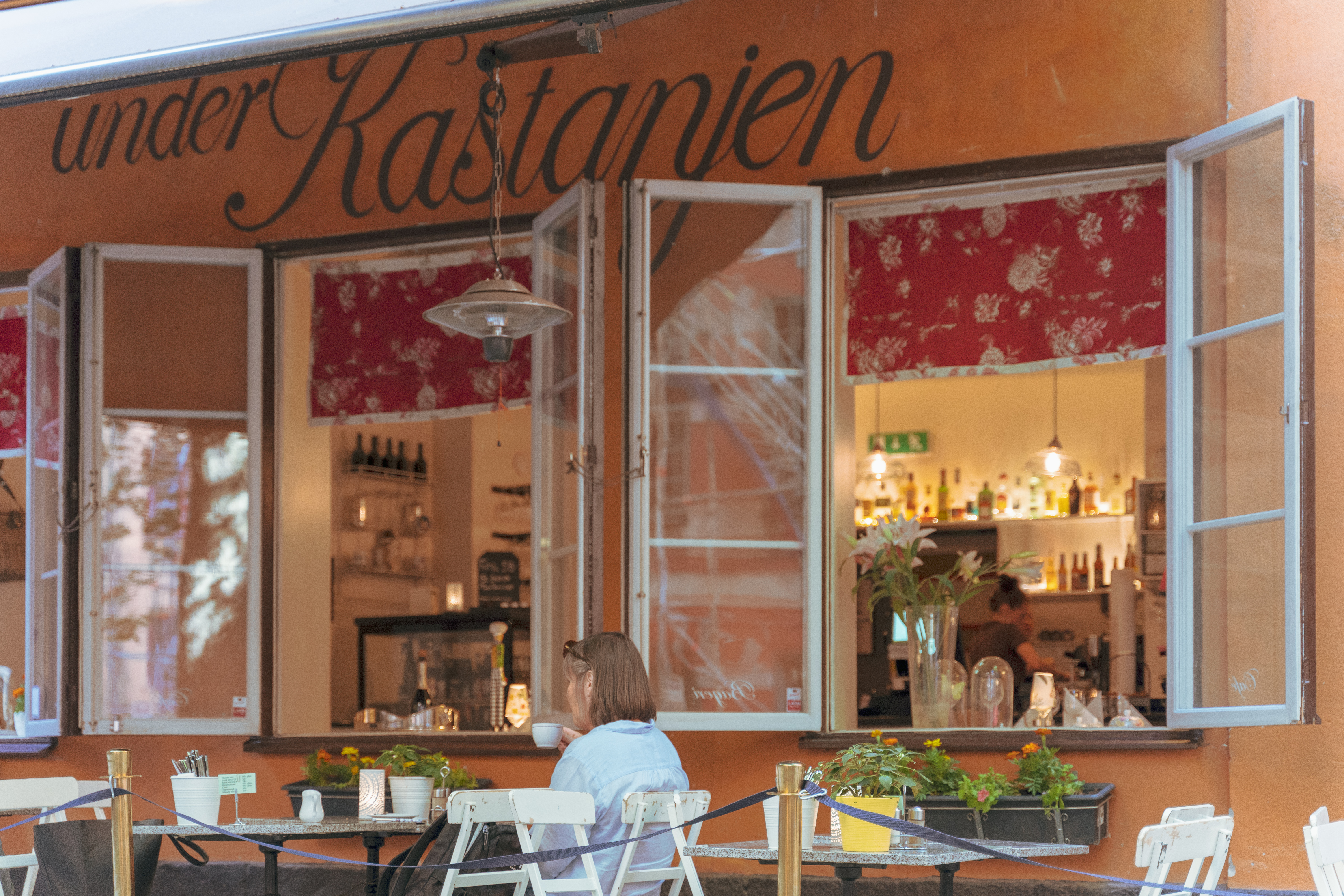
"Under Kastanjen" i juli 2018.
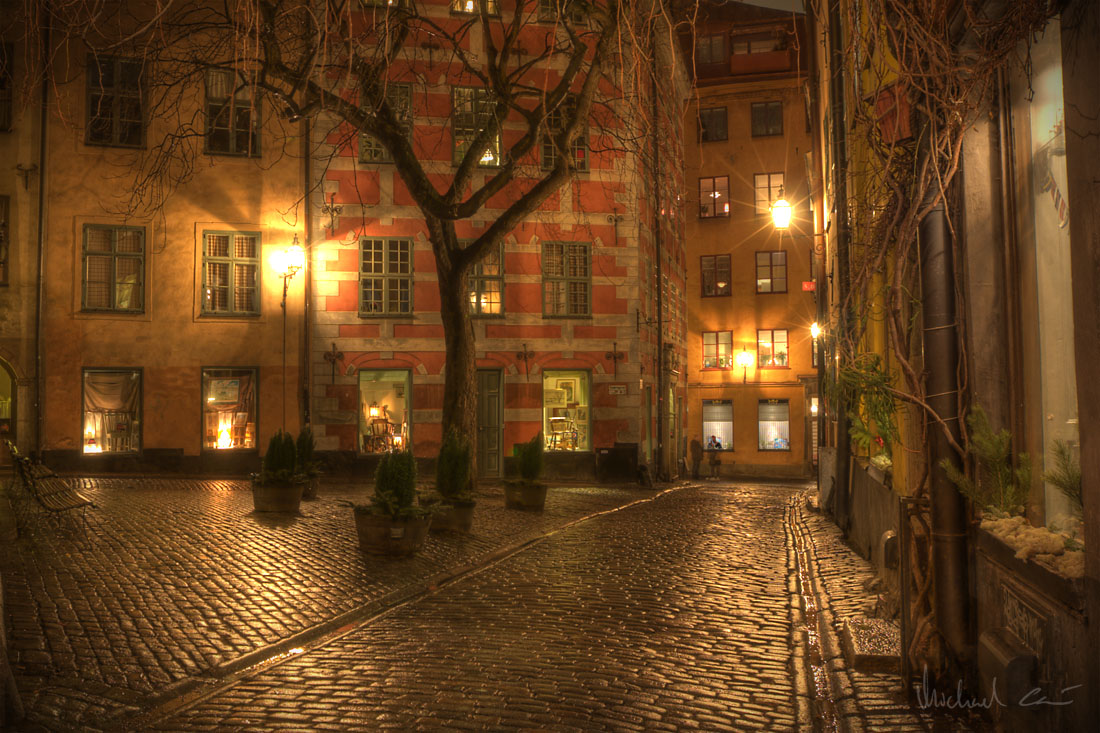
Under kastanjen i januari 2009.
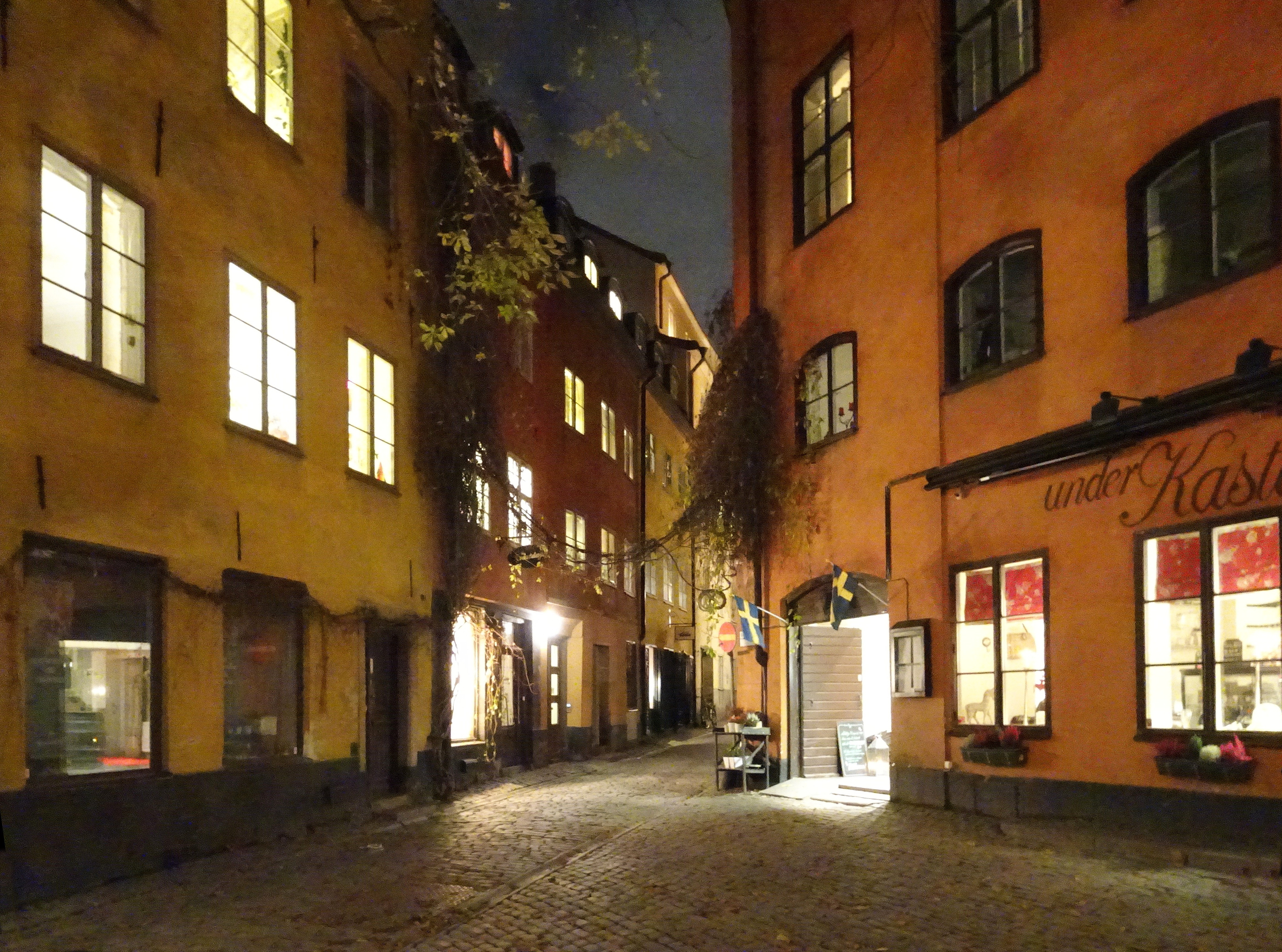
Under kastanjen i november 2019.